# Lewis Baker
Lewis Renard Baker (Luton, Reino Unido, 25 de abril de 1995) es un futbolista inglés que juega como centrocampista en el Stoke City F. C. de la EFL Championship.

## Selección nacional
Ha sido internacional con la selección de Inglaterra en las categorías sub-17, sub-19, sub-20 y sub-21.

### Participaciones en categorías inferiores
| Competición                                   | Sede      | Resultado     | Partidos | Goles |
| --------------------------------------------- | --------- | ------------- | -------- | ----- |
| Campeonato Europeo Sub-17 de la UEFA 2012     | Eslovenia | Ronda Elite   | 3        | 0     |
| Campeonato Europeo de la UEFA Sub-19 2013     | Lituania  | Ronda Élite   | 3        | 2     |
| Campeonato Europeo de la UEFA Sub-19 2014     | Hungría   | Ronda Élite   | 6        | 4     |
| Clasificación para la Eurocopa Sub-21 de 2015 | Europa    | Clasificó     | 0        | 0     |
| Torneo Esperanzas de Toulon de 2015           | Francia   | Cuarto puesto | 5        | 1     |
| Clasificación para la Eurocopa Sub-21 de 2017 | Europa    | En disputa    | 6        | 1     |
| Torneo Esperanzas de Toulon de 2016           | Francia   | Campeón       | 4        | 4     |

## Estadísticas

### Clubes
Actualizado al último partido jugado el 3 de mayo de 2025.
| Club                                                                                          | Div.          | Temporada     | Liga  | Liga  | Copas nacionales(1) | Copas nacionales(1) | Torneos continentales(2) | Torneos continentales(2) | Total | Total |
| Club                                                                                          | Div.          | Temporada     | Part. | Goles | Part.               | Goles               | Part.                    | Goles                    | Part. | Goles |
| --------------------------------------------------------------------------------------------- | ------------- | ------------- | ----- | ----- | ------------------- | ------------------- | ------------------------ | ------------------------ | ----- | ----- |
| Chelsea F. C. Inglaterra                                                                      | 1.ª           | 2013-14       | 0     | 0     | 1                   | 0                   | 0                        | 0                        | 1     | 0     |
| Chelsea F. C. Inglaterra                                                                      | 1.ª           | 2014-15       | 0     | 0     | 0                   | 0                   | 0                        | 0                        | 0     | 0     |
| Sheffield Wednesday F. C. Inglaterra                                                          | 2.ª           | 2014-15       | 4     | 0     | ―                   | ―                   | ―                        | ―                        | 4     | 0     |
| Sheffield Wednesday F. C. Inglaterra                                                          | Total club    | Total club    | 4     | 0     | 0                   | 0                   | 0                        | 0                        | 4     | 0     |
| MK Dons F. C. Inglaterra                                                                      | 3.ª           | 2014-15       | 12    | 3     | ―                   | ―                   | ―                        | ―                        | 12    | 3     |
| MK Dons F. C. Inglaterra                                                                      | Total club    | Total club    | 12    | 3     | 0                   | 0                   | 0                        | 0                        | 12    | 3     |
| S. B. V. Vitesse · Países Bajos                                                               | 1.ª           | 2015-16       | 31    | 5     | 1                   | 0                   | 2                        | 0                        | 34    | 5     |
| S. B. V. Vitesse · Países Bajos                                                               | 1.ª           | 2016-17       | 33    | 10    | 6                   | 5                   | ―                        | ―                        | 39    | 15    |
| S. B. V. Vitesse · Países Bajos                                                               | Total club    | Total club    | 64    | 15    | 7                   | 5                   | 2                        | 0                        | 73    | 20    |
| Middlesbrough F. C. Inglaterra                                                                | 2.ª           | 2017-18       | 12    | 1     | 2                   | 1                   | ―                        | ―                        | 14    | 2     |
| Middlesbrough F. C. Inglaterra                                                                | Total club    | Total club    | 12    | 1     | 2                   | 1                   | 0                        | 0                        | 14    | 2     |
| Leeds United F. C. Inglaterra                                                                 | 2.ª           | 2018-19       | 11    | 0     | 3                   | 0                   | ―                        | ―                        | 14    | 0     |
| Leeds United F. C. Inglaterra                                                                 | Total club    | Total club    | 11    | 0     | 3                   | 0                   | 0                        | 0                        | 14    | 0     |
| Reading F. C. Inglaterra                                                                      | 2.ª           | 2018-19       | 19    | 1     | ―                   | ―                   | ―                        | ―                        | 19    | 1     |
| Reading F. C. Inglaterra                                                                      | Total club    | Total club    | 19    | 1     | 0                   | 0                   | 0                        | 0                        | 19    | 1     |
| Fortuna Düsseldorf · Alemania                                                                 | 1.ª           | 2019-20       | 8     | 0     | 1                   | 0                   | ―                        | ―                        | 9     | 0     |
| Fortuna Düsseldorf · Alemania                                                                 | Total club    | Total club    | 8     | 0     | 1                   | 0                   | 0                        | 0                        | 9     | 0     |
| Trabzonspor Turquía                                                                           | 1.ª           | 2020-21       | 34    | 2     | 2                   | 0                   | ―                        | ―                        | 36    | 2     |
| Trabzonspor Turquía                                                                           | Total club    | Total club    | 34    | 2     | 2                   | 0                   | 0                        | 0                        | 36    | 2     |
| Chelsea F. C. Inglaterra                                                                      | 1.ª           | 2021-22       | 0     | 0     | 1                   | 0                   | 0                        | 0                        | 1     | 0     |
| Chelsea F. C. Inglaterra                                                                      | Total club    | Total club    | 0     | 0     | 2                   | 0                   | 0                        | 0                        | 2     | 0     |
| Stoke City F. C. Inglaterra                                                                   | 2.ª           | 2021-22       | 21    | 8     | ―                   | ―                   | ―                        | ―                        | 21    | 8     |
| Stoke City F. C. Inglaterra                                                                   | 2.ª           | 2022-23       | 44    | 7     | 4                   | 1                   | ―                        | ―                        | 48    | 8     |
| Stoke City F. C. Inglaterra                                                                   | 2.ª           | 2023-24       | 20    | 2     | 1                   | 1                   | ―                        | ―                        | 21    | 3     |
| Stoke City F. C. Inglaterra                                                                   | 2.ª           | 2024-25       | 19    | 6     | 3                   | 1                   | ―                        | ―                        | 22    | 7     |
| Stoke City F. C. Inglaterra                                                                   | Total club    | Total club    | 104   | 23    | 8                   | 3                   | 0                        | 0                        | 112   | 26    |
| Blackburn Rovers F. C. Inglaterra                                                             | 2.ª           | 2024-25       | 13    | 1     | ―                   | ―                   | ―                        | ―                        | 13    | 1     |
| Blackburn Rovers F. C. Inglaterra                                                             | Total club    | Total club    | 13    | 1     | 0                   | 0                   | 0                        | 0                        | 13    | 1     |
| Total carrera                                                                                 | Total carrera | Total carrera | 281   | 46    | 25                  | 9                   | 2                        | 0                        | 308   | 55    |
| (1)FA Cup (2013-14), Copa de los Países Bajos (2015-17). (2)Liga Europa de la UEFA (2015-16). |               |               |       |       |                     |                     |                          |                          |       |       |

## Palmarés

### Títulos nacionales
| Título                   | Club             | País         | Año     |
| ------------------------ | ---------------- | ------------ | ------- |
| Copa de los Países Bajos | S. B. V. Vitesse | Países Bajos | 2016-17 |
| Supercopa de Turquía     | Trabzonspor      | Turquía      | 2020    |

### Distinciones individuales
| Distinción                                          | Año     |
| --------------------------------------------------- | ------- |
| Goleador de la Copa de los Países Bajos con 5 goles | 2016-17 |